# Arquieparquia de Făgăraş e Alba Iulia
A Arquieparquia de Făgăraş e Alba Iulia (Archieparchia Fagarasiensis et Albae Iuliensis Romenorum) é uma arquieparquia maior da Igreja Greco-Católica Romena unida com Roma situada na Romênia, com sé em Blaj. É fruto da elevação da eparquia de Făgăraş, antes Diocese de Alba Iulia. Seu atual arcebispo maior é Lucian Mureşan. Sua sé é a Catedral da Santíssima Trindade, em Blaj.
É a cabeça da Igreja Greco-Católica Romena unida com Roma, sendo sua arquidiocese maior e sua única arquidiocese, como uma Igreja sui iuris, estendendo sua jurisdição sobre os fiéis católicos de rito bizantino residentes na Transilvânia, com exceção do noroeste do distrito de Hunedoara, em Valáquia, em Dobrogea e na Moldávia Romena.
Em 2014, possuía 581 paróquias assistidas por 211 sacerdotes. Conta com uma população de 201 mil batizados.

## História
Os primeiros registros indicam a nomeação de bispos para a Diocese de Alba Iulia em 1692. Após a ratificação da União com Roma dos ortodoxos da Transilvânia (7 de maio de 1700), o Papa Inocêncio XIII instituiu em 18 de maio de 1721 pela bula papal Rationi congruit uma diocese para os "unidos da Transilvânia", com sede em Făgăraş. Em 1737 a sede foi transferida para Blaj.
Em 26 de novembro de 1853, com a bula Ecclesiam Christi do Papa Pio XI, a eparquia foi elevada à categoria de arquieparquia.Ao mesmo tempo, deu uma parte de seu território, para o benefício da ereção da Eparquia de Lugoj. Em 19 de dezembro do mesmo ano deu outra porção de terra para o benefício da ereção da Eparquia de Gherla (hoje Eparquia de Cluj-Gherla). Em 16 de novembro de 1854, passou a ser sé metropolitana.
Em 8 de junho de 1912 deu as regiões de língua húngara em favor da ereção da Eparquia de Hajdúdorog (da Igreja Católica Bizantina Húngara). Em 5 de junho de 1930 deu mais uma porção de território para o benefício da ereção da Eparquia de Maramureş. Em 9 de abril de 1934, 35 paróquias são incorporadas, que tinham pertencido à Eparquia de Hajdúdorog.
Entre os anos de 1953 até a Revolução Romena de 1989, qualquer religião foi considerada ilegal, assim, a arquieparquia não funcionou oficialmente durante o período comunista.
Em 17 de dezembro de 2005 com a bula Ad totius Dominici, o Papa Bento XVI elevou à categoria de arquidiocese maior.

## Prelados

### Bispos de Alba Iulia
- Teofil Seremi (1692 - 1697)
- Atanasie Anghel Popa (1698 - 1713)

### Eparcas de Făgăraş
- Ioan Giurgiu Patachi (1723 - 1727)
- Ioan Inocenţiu Micu Klein (1732 - 1751)
- Petru Pavel Aron (1752 - 1764)
- Atanasie Rednic (1765 - 1772)
- Grigore Maior (1772 - 1782)
- Ioan Bob (1782 - 1830)
- Ioan Lemeni (1830 - 1850)
- Alexandru Şterca Şuluţiu (1850 - 1853)

### Arquieparca de Făgăraş
- Alexandru Şterca Şuluţiu (1853 - 1854)

### Arquieparcas de Făgăraş e Alba Iulia
- Alexandru Şterca Şuluţiu (1854 - 1867)
- Ioan Vancea (1868 - 1892)
- Victor Mihali (1895 - 1918)
- Vasile Suciu (1919 - 1935)
- Alexandru Nicolescu (1935 - 1941)
  - Valeriu Traian Frenţiu (1941 - 1947, administrador apostólico)
  - Ioan Suciu (1947 - 1953, administrador apostólico)
- Colocada na clandestinidade, entre 1953 e 1990
- Alexandru Todea (1990 - 1994)
  - George Guţiu (1992 - 1994, administrador apostólico sede plena)
- Lucian Mureşan (1994 - 2005)

### Arcebispo Maior de Făgăraş e Alba Iulia
- Lucian Mureşan (2005 - atual)